# Nyirák Sándor
Nyirák Sándor (Pákozd (Fejér megye), 1842. február 14. – Etyek, 1891. november 1.) római katolikus plébános. 

## Élete
A gimnáziumot Budán, Kassán és Székesfehérvárt végezte. 1860-ban a székesfehérvári növendékpapok közé lépett, ekkor a Pázmány-intézetbe küldték Bécsbe, ahol a teológiai tudományokat az egyetemen hallgatta. 1864. augusztus 19-én pappá szenteltetett. 1864 októberétől 1866 október végeig mint nevelő és káplán működött Eszterházy Móric grófnál Csákvárt. 1866 novemberében az etyeki plébánia segédlelkésze volt; 1868. január 1-től hasonló minőségben Iszkaszentgyörgyre helyeztetett át; azon év augusztusában Jekelfalusy Vince székesfehérvári püspök kinevezte szertartójának, udvari tisztnek és a szentszék jegyzőjének. 1872-ben pápai káplán, 1873-ban püspöki titkár, kerületi levéltárnok és szentszéki ülnök, 1874-ben Etyeken plébános, majd egyházkerületi alesperes, kerületi tanfelügyelő, zsinati vizsgáló, a pápa udvari káplánja, szentszéki ülnök és fehér megyei bizottsági tag lett. 

## Munkái
- Hirtenbrief in Betreff der Schulen. Stuhlweissenburg, 1869. (Jekelfalusy Vincze után latinból ford.).
- Der Mensch, die Familie und der Staat ohne Gott. Stuhlweissenburg, 1871. (Pellett Edmund egyházi beszéde aug. 20. magyarból ford.).
- Gott, Vaterland und König. Pest, 1876. (Károly Jánosnak szent István ünnepén mondott beszédének ford.).
- Emlékkönyv a székesfejérvári püspöki megye százados ünnepére. Székesfehérvár, 1877. (Károly Jánossal együtt).
- Egyházi beszéd, melyet szent István király ünnepén 1881. aug. 20. a székesfejérvári püspöki templomban tartott. Pest, 1881.